# Caroline D’Amore

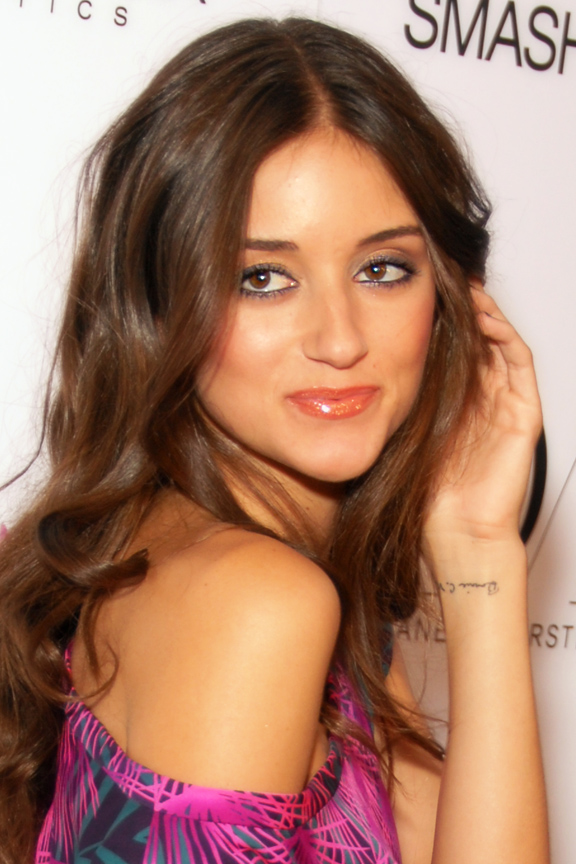
Caroline D’Amore

Caroline D’Amore (* 9. Juni 1984 in Los Angeles, Kalifornien) ist eine US-amerikanische Schauspielerin, DJ und Model.
Ihr Vater war Gastronom und Caterer, ihre Mutter verstarb früh an Aids. Mit 17 Jahren begann Caroline D’Amore das Modeln. 2004 begann sie die Tätigkeit als DJ, gleichzeitig begann man sie in Film und Fernsehserien einzusetzen. So spielte sie 2009 Rollen bei Schön bis in den Tod und College Animals 4. 2013/2014 erschienen fünf House-Singles, die sie zusammen mit Produzenten veröffentlicht hat. 2021 wirkte sie in der Reality-Soap The Hills: New Beginnings mit.

## Filmografie (Auswahl)
- 2004: Ghost Game
- 2007: Daydreamer
- 2008: Perfectly Flawed
- 2008: 90210 (Fernsehserie, 1 Folge)
- 2008: Entourage (Fernsehserie, 1 Folge)
- 2009: Cubed (Fernsehserie, 1 Folge)
- 2009: Schön bis in den Tod (Sorority Row)
- 2009: College Animals 4
- 2010: Rollers
- 2010: The Clinic (Fernsehserie, 5 Folgen)
- 2013: American Idiots
- 2021: Habit
- 2021: The Hills: New Beginnings (Reality-Soap, 12 Folgen)